# Masanori Murakami
Masanori Murakami (jap. 村上雅則 Murakami Masanori; ur. 6 maja 1944 w Ōtsuki) – japoński baseballista, grający na pozycji miotacza. Jest pierwszym Japończykiem, który wystąpił w meczu Major League Baseball.
w 1964 roku, będąc zawodnikiem Nankai Hawks (NPB), został odesłany w ramach rzadkiej wymiany do Stanów Zjednoczonych, gdzie miał występować w filialnych zespołach San Francisco Giants. Po kilkudziesięciu meczach w rezerwach 1 września 1964 zadebiutował w lidze MLB w wyjazdowym meczu przeciwko New York Mets. Wszedł na boisko w 9. zmianie, odnotowując 2 strikeouty i nie tracąc przy tym żadnego punktu. Do końca sezonu zagrał jeszcze w 8 meczach.
Gdy w kolejnym roku miał wrócić do Japonii, Giants odmówili odesłania go do domu, co wywołało konflikt pomiędzy klubami. W wyniku negocjacji postanowiono, że Murakami zagra jeszcze jeden pełny sezon w San Francisco. W 1966 roku wrócił do NPB, gdzie rozegrał kolejnych 17 sezonów.
Drugim Japończykiem w MLB był dopiero 31 lat później Hideo Nomo, który w 1995 roku podpisał kontrakt z Los Angeles Dodgers.